# Прапор Олександрівська
Прапор Олександрівська — офіційний символ міста Олександрівська Луганської області. Прапор міста було затверджено рішенням сесії міської ради 28 грудня 2010 року.

## Опис
На прямокутному блакитному полотнищі зі співвідношенням сторін 2:3 уздовж древка червоно-чорно-біла вишивка. У верхньому древковому кутку — герб міста.